# Oreidis Despaigne
Oreidis (Oreydi) Despaigne Terry, (* 20. září 1981 v Cienfuegosu, Kuba) je bývalý kubánský zápasník – judista.

## Sportovní kariéra
Judu se věnoval po vzoru svého otce a staršího bratra Yosvaniho. Připravoval se pod vedením Justa Nody. Patřil k předním polotěžkým vahám a celkem třikrát startoval na letních olympijských hrách. V roce 2004 na olympijských hrách v Athénách se pouze zúčastnil. O čtyři roky odjížděl na olympijské hry v Pekingu jako kandidát na jednu z medailí, ale nevyladil optimálně formu a vypadl ve druhém kole. V roce 2012 se kvalifikoval na olympijské hry v Londýně a opět neuspěl, navíc po kontroverzním průběhu zápasu. V prvním kole se utkal s Uzbekem Ramziddinem Sajidovem a ještě v poslední minutě držel náskok na wazari po technice ura-nage. Zbývalo 35s do konce, když se jeho soupeř chytil za palec a vehementně argumentoval, že byl pokousán. Po krátké poradě se rozhodčí dohodli mu udělit hansoku-make (diskvalifikaci). Později v médiích přiznal, že soupeře skutečně kousl. Jako obhajobu svého činu uvedl, že mu soupeř při kumikatě během zápasu strkal prsty do pusy a dokonce mu roztrhl ret. Sportovní kariéru ukončil záhy po olympijských hrách v Londýně.

## Výsledky
| Turnaj                  | 2002           | 2003           | 2004           | 2005           | 2006           | 2007           | 2008           | 2009           | 2010           | 2011           | 2012           |
| Turnaj                  | 21             | 22             | 23             | 24             | 25             | 26             | 27             | 28             | 29             | 30             | 31             |
| Turnaj                  | polotěžká váha | polotěžká váha | polotěžká váha | polotěžká váha | polotěžká váha | polotěžká váha | polotěžká váha | polotěžká váha | polotěžká váha | polotěžká váha | polotěžká váha |
| ----------------------- | -------------- | -------------- | -------------- | -------------- | -------------- | -------------- | -------------- | -------------- | -------------- | -------------- | -------------- |
| Olympijské hry          |                |                | úč.            |                |                |                | úč.            |                |                |                | úč.            |
| Mistrovství světa       |                | úč.            |                | úč.            |                | 3.             |                | úč.            | 3.             | úč.            |                |
| Panamerické hry         |                | 3.             |                |                |                | 1.             |                |                |                | 2.             |                |
| Panamerické mistrovství | 2.             | —              | 1.             | —              | 1.             | 1.             | 3.             | 1.             | 1.             | 1.             | 3.             |